# Atentat u Narodnoj skupštini 1928.
Atentat u Narodnoj skupštini 1928., dogodio se  20. lipnja 1928. godine kada je u Narodnoj skupštini Kraljevine Jugoslavije u Beogradu izvršen atentat na zastupnike Hrvatske seljačke stranke, Ivana Pernara, Đuru Basaričeka, Ivana Granđu, Stjepana Radića i Pavla Radića. Atentat je izvršio zastupnik Narodne radikalne stranke, Puniša Račić.

## 20. lipnja 1928. godine
Večer i noć uoči odlaska u Narodnu skupštinu Stjepan Radić proveo je u kući svoga sinovca Pavla Radića, u Beogradu. Dvadeset i dva sata prije atentata dne 19. lipnja 1928. godine uredništvu svojih novina Narodni val izdiktirao je članak koji je potom objavljen na prvoj stranici, na sam dan atentata, pod naslovom Paklenski plan Velje Vukićevića i podnaslovima U očajanju predsjednik vlade spreman na sve i Što to snuje Velja Vukićević s Dragomirom Jankovićem?. U njemu je iznio kako mu je jedan od radikalskih prvaka rekao da je Vukićević (predsjednik vlade) spreman na sve i da ono što su njegove novine Jedinstvo pisale, da Radića i Pribićevića treba ubiti, nije samo puka prijetnja. Istoga dana skupina zastupnika (njih 23) na čelu s Punišom Račićem podnijela je prijedlog neka se Stjepan Radić uputi na liječnički pregled zbog toga što njegovi postupci "izazivaju jaku i opravdanu sumnju da je on normalan čovek", a s ciljem "da bi se izbegli događaji koji mogu nastupiti".
Ujutro, 20. lipnja 1928. godine, posjetio ga je njegov bliski suradnik Sekula Drljević, čelnik Crnogorske stranke, i pokušao ga je odvratiti od odlaska u Narodnu skupštinu toga dana, upozorivši ga na opasnost od ubojstva koja mu prijeti, koja je "očevidna i neposredna". Ne uspjevši ga odvratiti od odlaska u Narodnu skupštinu, Sekula Drljević i Pavle Radić tražili su od njega neka im prisegne kako ne će "ni danas, ni budućih deset dana, ni riječi progovoriti u Skupštini" na što je on odgovorio: "Prisežem, da ne ću ni riječi progovoriti.".

### Sjednica
Sjednica Narodne skupštine počela je u 9:45 sati s prosvjedima Seljačko-demokratske koalicije jer su na prošloj sjednici zastupnici Narodne radikalne stranke, Toma Popović, Puniša Račić i Joca Selić, prijetili ubojstvom Stjepanu Radiću. Prvi govornik bio je Ivan Pucelj, govorio je o zapisniku, o neradu parlamenta. Drugi govornik bio je Sava Kosanović, govorio je isto o zapisniku a nakon njega govorio je Svetozar Pribićević, u svezi stavljanja na dnevni red Skupštine pitanje Nettunskih konvencija. Potom je narodni zastupnik Seljačko-demokratske koalicije Ljubomir Maštrović tražio neka se događaji od jučer, "koji su se zbili za vrijeme skupštinske sjednice", unesu u zapisnik naknadno jer to se dogodilo za vrijeme trajanja skupštinske sjednice. U prvoj skupštinskoj klupi, u sredini, sjedili su: Ivan Pernar, Ivan Granđa, Stjepan Radić, Svetozar Pribićević i Ivan Pucelj.
Predsjenik Narodne skupštine dr. Ninko Perić prekinuo je sjednicu na pet minuta i otišao u ministarsku sobu, a za njim otišao je i Puniša Račić. Nakon stanke od pet minuta predsjednik Narodne skupštine dr. Ninko Perić, radi prijetećih riječi, kaznio je pismenom opomenom narodnoga zastupnika Tomu Popovića. ↓1 Potom je, suprotno svim pisanim i uobičajenim pravilima parlamentarnoga rada, iz vlastite inicijative, jer ga ovaj za to nije ni zamolio, pozvao Punišu Račića neka govori radi "ličnog objašnjenja". ↓2

### Atentat i nakon atentata
Nakon atentata Puniša Račić pobjegao je kroz ministarsku sobu, po izjavi nazočnih, vičući »Živela Velika Srbija!«. ↓5 Mirno je, neometan i naoružan, izašao van iz skupštinske zgrade. Tu ga je čekao automobil i zajedno s narodnim zastupnikom Draganom Bojovićem odvezao se je u stan nekoga prijatelja.
Ranjenim narodnim zastupnicima HSS-a u skupštinskoj dvorani pomoć je pružilo nekoliko narodnih zastupnika koji su po zanimanju bili liječnici. Đuro Basariček izdahnuo je dvanaest minuta nakon što je bio pogođen, ležeći na skupštinskome podu, između prvih klupa i stenografskoga stola. Stjepan Radić neko vrijeme išao je sam do hodnika te je tu posrnuo i srušio se a potom je automobilom odvezen u bolnicu. U beogradskoj bolnici Stjepan Radić hitno je operiran. Stjepan Radić u beogradskoj bolnici ostao je do 8. srpnja 1928. godine i odatle je, nakon laganoga poboljšanja zdravstvenoga stanja, prebačen u Zagreb gdje je nastavio s liječenjem. U bolnicu su prevezeni također i ranjeni narodni zastupnici Pavle Radić, Ivan Granđa i dr. Ivan Pernar. Pavle Radić umro je pet minuta nakon dolaska u bolnicu, a pedeset i pet minuta nakon ranjavanja. Oko dva sata nakon atentata vlada je u svome priopćenju osudila Račićev atentat, naglašeno je kako se radi o "jednome ličnom zločinu" i kako će atentator biti predan sudu. Istoga dana, poslijepodne, ocjenu kako se radi o osobnome sukobu iznio je i ministar unutarnjih poslova Anton Korošec. U stanu gdje se je Račić sklonio nakon atentata pisao je pisma te je napisao proglas svojim biračima. Puniša Račić se je u pratnji Dragana Bojovića odvezao automobilom i pojavio pred Ministarstvom unutarnjih poslova u 17 sati, htijući se predati ministru Antonu Korošcu. Ovaj je to odbio i izdao je usmeni nalog šefu kabineta neka dvojica žandara odvedu Punišu Račića u Upravu grada Beograda. Potom je odveden pod stražom u Upravu grada Beograda (i dalje je u njegovoj pratnji bio i radikalski zastupnik Dragan Bojović) gdje ga je primio upravnik grada Lazarević. Na poziv upravnika dao je revolver s kojim je izvršio atentat a nakon kratkoga ispitivanja odveden je u novi zatvor, u određenu mu posebnu samicu na prvome katu. Prije nego što su ga definitivno zatvorili izjavio je pred radikalskim zastupnikom Bojovićem i novinarima: »Nisam mogao više da gledam, kako se baca blato na sve što je srpsko. Sad sam tu, pristajem da me strijeljaju, ja sam svoje izvršio«.

## Suđenje Puniši Račiću, Dragutinu Jovanoviću Lunetu i Tomi Popoviću
Suđenje Puniši Račiću, Dragutinu Jovanoviću Lunetu i Tomi Popoviću bilo je u Beogradu od 27. svibnja do 7. lipnja 1929. godine. Račićevi pomagači Dragutin Jovanović Lune i Toma Popović oslobođeni su optužbe "zbog nedostatka dokaza". Puniša Račić proglašen je krivim "za djelo ubijstva i pokušaja ubijstva bez predumišljanja". Osuđen je na 20 godina robije za ubojstvo Đure Basarička i Pavla Radića, 15 godina za ubojstvo Stjepana Radića, 5 godina za ranjavanje Ivana Granđe i 4 mjeseca za ranjavanje Ivana Pernara. ↓6 Kaznu je poslije Apelacijski sud u Beogradu ublažio i formalno se svela na 20 godina robije.
Puniša Račić robiju je provodio u Kaznenom zavodu u Zabeli kod Požarevca gdje mu je po dolasku upravnik kaznionice ustupio čitav prvi kat svoje vile koja je bila izvan kruga kaznionice. Nije bio ni pod kakvom paskom, dodijeljena su mu tri kažnjenika za osobnu poslugu (jedan za posilnoga, drugi za kuhara a treći za tjelohranitelja) a imao je i slobodan izlaz u svako doba dana i noći. Prvih dana travnja 1941. godine, jedne večeri, jednostavno je odšetao iz Zabele i vlakom otišao u Beograd. Partizani su ga po ulasku u Beograd, listopada 1944. godine, na prijekom sudu osudili na smrt i strijeljali.

## Posljedice atentata
- Nakon atentata održani su masovni prosvjedi. Prosvjedi su trajali od 20. do 23. lipnja 1928. godine. Atentat na narodne zastupnike HSS-a u Hrvatskoj je doživljen kao napad na cijeli hrvatski narod te su uslijedili prosvjedi diljem Hrvatske, na onima u Zagrebu bilo je oko 100.000 prosvjednika a žandamerija i policija ubili su trojicu, ranili 60 i uhitili 120 prosvjednika.[20] Tada su (21. lipnja) ubijeni mladići Krešimir Jerbić, Nikola Majcen i Gjorgje Bjeloš.[21][22]
- 20. lipnja 1928. godine Josip Broz je kao politički tajnik Mjesnoga komiteta KP u Zagrebu, pozvao letkom radništvo i građanstvo na prosvjede protiv režima a tim povodom i Pokrajinski komitet KPJ za Hrvatsku uputio je proglas seljaštvu na zajedničku akciju s radništvom.[23]
- 21. lipnja 1928. godine vodstvo Seljčko-demokratske koalicije objavilo je proglas gdje tvrde kako je zločin u Narodnoj skupštini »smišljen i organiziran« kako napušta Narodnu skupštinu i u čijem radu ne će sudjelovati dok se ne stvori »sigurno jamstvo za potpunu jednakost i ravnopravnost«, otklanjajući od vlade ponuđenu pomoć za obitelji i pogreb žrtava te pozivajući narod neka sačuva mir i ima potpuno povjerenje u Seljčko-demokratsku koaliciju.[24][25]
- 23. lipnja 1928. godine bio je pokop Pavla Radića i Đure Basarička.
- Vlada Velje Vukićevića uzdrmana je atentatom na prvake HSS-a i on podnosi ostavku svoje vlade, 4. srpnja 1928. godine, nakon čega je kralj Aleksandar I. Karađorđević povjerio mandat za sastavljanje vlade Aci Stanojeviću koji odmah traži sastanak s ranjenim Radićem ali ga je Radić odbio primiti, uputivši mu vrlo oštar odgovor i optuživši ga što je kao prvak Radikalne stranke pružio podršku Velji Vukićeviću i skupštinskoj većini odakle je potekao ubojica i njegovo organizirano društvo.[26] Nakon toga Aca Stanojević vratio je mandat za sastav vlade a kralj Aleksandar I. Karađorđević je, posredstvom Svetozara Pribićevića, ponudio mandat Stjepanu Radiću koji ga odbija predloživši mu raspuštanje skupštine i nove izbore koje bi provela oporba ili neutralna vlada.[26] Po Radiću bi se u toj budućoj skupštini razmatrale ustavne promjene "prema stečenom iskustvu i narodnim i državnim potrebama".[27]
- 12. srpnja 1928. godine izvršen je u Beogradu neuspjeli atentat na Živojina Žiku Lazića, šefa javne sigurnosti.
- 27. srpnja 1928. godine Anton Korošec sastavio je vladu.
- Zastupnici Seljačko-demokratske koalicije napustili su Beograd i nisu sudjelovali u radu Narodne skupštine koja se sastala 1. kolovoza 1928. godine već su se okupili u Zagrebu, u zgradi Hrvatskoga sabora, na plenarnoj sjednici kojom je predsjedao Vladko Maček a otvorio ju je Svetozar Pribićević. Tada je prihvaćena rezolucija gdje se utvrđuje cilj Seljačko-demokratske koalicije neka se legalnom borbom u parlamentu izvojuju promjene sustava u državi kako bi se ostvarila jednakost i ravnopravnost Hrvatske i svih prečanskih zemalja sa Srbijom naglašavajući kako se sustav hegemonije poslužio organiziranim zločinom u sprječavanju uspjeha zakonite borbe Seljačko-demokratske koalicije i budući u skupštini nema zastupnika Seljačko-demokratske koalicije, koji predstavljaju narod u prečanskim krajevima, u zaključcima se istaklo nepriznavanje rada skupštine i njezinih odluka za prečanske zemlje te će se svi zaključci koje ta krnja Narodna skupština donese smatrati nametnutima i neobvezatnima za narode u prečanskim krajevima a osobito za hrvatski narod.[28]
- 1. kolovoza 1928. godine sastala se Narodna skupština, bez zastupnika Seljačko-demokratske koalicije. Krnja skupština ratificirala je Nettunske konvencije.[29]
- 5. kolovoza 1928. godine Vlada Ristović, novinar beogradskoga Jedinstva, ubijen je u Zagrebu. Ubio ga je pripadnik mladeži HSS-a Josip Šunjić.[30]
- 8. kolovoza 1928. godine Stjepan Radić preminuo je od posljedica atentata.
- 12. kolovoza 1928. godine bio je pokop Stjepana Radića.
- 15. kolovoza 1928. godine krnja Skupština prihvatila je ratifikaciju Nettunskih konvencija.
- 6. rujna 1928. godine Svetozar Pribićević u svojoj izjavi u beogradskoj Politici oštro je osudio glasine o »amputaciji« Hrvatske i Slovenije. Takva govorkanja dolazila su iz dvorskih krugova i vrhova Radikalne stranke.[29]
- 9. rujna 1928. godine na stranačkome zboru koji je održan u Brdovcu kraj Zaprešića dr. Vladko Maček, novi predsjednik HSS-a, prosvjeduje protiv glasina o »amputaciji«.
- 27. listopada na općinskim izborima u Bosni i Hercegovini oporba je postigla uspjeh. Veoma su nazadovali Radikali, Davidovićevi demokrati te Hrvatska pučka stranka (ova je nazadovala zbog sudjelovanja ministra Stjepana Barića[31] u »krvavoj vladi«).[32]
- 18. studenoga 1928. godine na izborima za gradsko vijeće u Splitu pobjedu su odnijele stranke Seljačko-demokratske koalicije polučivši 23 od 41 vijećnika.[33]
- 1. prosinca 1928. godine, novi prosvjedi i nemiri u Zagrebu, prigodom proslave ujedinjenja. U reakciji vojske i policije smrtno je ranjen sedamnaestogodišnji Stanko Petrić a teško su ranjeni Mirko Gjurek i Nikola Lončarić.
- 24. prosinca Marko Ožanić, u kavani "Corso" u Zagrebu, iz revolvera ranio je beogradskoga špijuna Alfreda Grauera.[34]
- 30. prosinca 1928. godine Anton Korošec podnio je ostavku vlade.
- 4. siječnja 1929. godine Vladko Maček, u 11 sati, primljen je u audijenciju kod kralja Aleksandra I. Karađorđevića. Zatražio je potpunu promjenu državnoga uređenja i uspostavu državnih i kulturno-povijesnih individualnosti (federalno uređenje). Istoga dana primljen je, u 16 sati, Svetozar Pribićević. Savjetovao je kralju uspostavljanje vlade koja bi odmah raspisala izbore za Ustavotvornu skupštinu.[35]
- 5. siječnja 1929. godine Vladko Maček, u 10 sati, primljen je u novu audijenciju kod kralja Aleksandra I. Karađorđevića, koja je trajala 30 minuta. Nakon toga, u odlasku, ponovno je pozvan u dvor gdje se zadržao kod kralja nekih 10 minuta. Nakon tih audijencija priopćeno je sa strane SDK kako je "razgovor s Nj. Vel. Kraljem nastavljen u vezi s jučerašnjim razgovorima u istom smislu i u istom pravcu i na istoj bazi, to jeste na zaključcima od 1. VIII. Tom prilikom dodirnuto je pitanje postupka. Dr. Vladko Maček predložio je Nj. Vel. Kralju obrazovanje nepolitičke vlade, koja ima Kraljevo povjerenje i koja sa svojim sastavom pruža garanciju za uspješno provođenje predloženog državnog uređenja." Nakon dra Mačka u audijenciju bili su pozvani Aca Stanojević i Ljuba Davidović. Nakon tih audijencija Radikali su donijeli odluku i jednoglasno odbili jučerašnje prijedloge dra Mačka. Demokrati su također odbili prijedloge dra Mačka ali su spremni razgovarati. Poslije podne istoga dana pozvan je u audijenciju, na konzultiranje kao državnopravni stručnjak, prof. Slobodan Jovanović.[36]
- 6. siječnja 1929. godine Kralj Aleksandar I. Karađorđević uveo je diktaturu, ukinuo Vidovdanski ustav te je raspustio Narodnu skupštinu, zabranio djelovanje svih političkih stranaka i imenovao novu vladu kojoj je na čelu bio general Petar Živković.[35] Zabranjeni su politički skupovi, djelovanje sindikata itd., uvedena je stroga cenzura.

## Galerija
- Puniša Račić
- Pištolj kojim je Puniša Račić izvršio atentat na zastupnike HSS-a
- Rekonstrukcija atentata
- Ivan Pernar
- Đuro Basariček
- Ivan Granđa
- Stjepan Radić
- Pavle Radić
- Svetozar Pribićević
- Ivan Pucelj
- Ninko Perić
- Povratak ranjenoga Stjepana Radića u Zagreb
- Stjepan Radić na odru
- Prva stranica Cesarčeva tjednika Zaštita čovjeka, god. I., br.2, 9. kolovoza 1928. godine.
- Puniša Račić, Dragutin Jovanović Lune i Toma Popović, na suđenju
- Puniša Račić na suđenju (stoji, okrenut leđima, sasvim desno do prozora) i sudci (naprijed za stolom, s lijeva: Sveta Vukajlović, Milutin Petrović, predsj. suda, i Aleksandar Marinković)